# كينورينيناز
كينورينينازأو -لكينورينين هيدرولاز (بالإنجليزية: Kynureninase)‏اختصارا(KYNU) رقمه الكيميائي ( EC 3.7.1.3 ) يعتمد على بيريدوكسال الفسفات وهو انزيم يحفز الانقسام من كينورينين إلى حمض الأنثرانيليك (Kyn). ويمكن أيضا أن يعمل على 3hKyn (لإنتاج 3hAnt ) والبعض الآخر يعمل على الألانين . في البشر يعمل انزيم كينورينيناز بواسطة جينات الكينورينيناز المشفرة الموجودة على كروموسوم 2.
يعتبر انزيم كينورينيناز جزء من المسار لتكسير التربتوفان الحيوي في الدي ان اي NAD من خلال العوامل المساعدة في التربتوفان .
كينورينيناز يحفز التفاعل التالي:
L- كينورينين + H 2 O = أنترانيلات + L- ألانين

## الهيكل
ينتمي كينورينيناز إلى فئة V لمجموعة من الألانين اسبارتاتي الفصيلة من الناحية الهيكلية بيريدكسال مثلي 5'-الفوسفات (الألانين ) الانزيمات التابعة. حتى الآن، وقد ثبتت هيكلين من هذا الانزيم في الإنسان بواسطة حيود الأشعة السينية مع قرارات 2.0 و 1.7 Å. [4 يتم ترتيب أربعين في المئة من الأحماض الأمينية في ألفا حلزونية ويتم ترتيب اثني عشر في المئة في صحائف البيتا. لرسو لركيزة الكينورينين في موقع نشط يوحي بأن الأسباراجين-333-102، يشارك في ملزمة الركيزة.

## الوظيفة
في رد فعل الكينورينيناز، يسهل الألانين انشفاق C عن β-C γ السندات. في رد الفعل يتبع نفس الخطوات كما في نقل تفاعل الأمين لكن لا يتحلل في صنو قاعدة الشيف . تنطوي آلية رد فعل المقترحة هجوم من انزيم النيوكليوفيل على ذرة كربون في مجموعة الكربونيل (C γ) من 3hKyn-PLP قاعدة صنو الشيف . ويتبع هذا من قبل C β-C γ انشقاق السندات لتوليد وسيطة انزيم الأسيل .

## وصلات اضافية
- Lima S, Khristoforov R, Momany C, Phillips RS (2007). "Crystal structure of Homo sapiens kynureninase". Biochemistry. ج. 46: 2735–2744. DOI:10.1021/bi0616697. PMC:2531291. PMID:17300176. {{استشهاد بدورية محكمة}}: الوسيط |تاريخ الوصول بحاجة لـ |مسار= (مساعدة)صيانة الاستشهاد: أسماء متعددة: قائمة المؤلفين (link)
- Heyes MP, Chen CY, Major EO, Saito K (1997). "Different kynurenine pathway enzymes limit quinolinic acid formation by various human cell types". Biochem. J. ج. 326 ع. 2: 351–6. PMC:1218677. PMID:9291104.{{استشهاد بدورية محكمة}}:  صيانة الاستشهاد: أسماء متعددة: قائمة المؤلفين (link)
- Rose JE, Behm FM, Drgon T؛ وآخرون. "Personalized smoking cessation: interactions between nicotine dose, dependence and quit-success genotype score". Mol. Med. ج. 16 ع. 7–8: 247–53. DOI:10.2119/molmed.2009.00159. PMC:2896464. PMID:20379614. {{استشهاد بدورية محكمة}}: Explicit use of et al. in: |مؤلف= (مساعدة)صيانة الاستشهاد: أسماء متعددة: قائمة المؤلفين (link)
- Zhang Y, Zhang KX, He X؛ وآخرون (2005). "[A polymorphism of kynureninase gene in a hypertensive candidate chromosomal region is associated with essential hypertension]". Zhonghua Xin Xue Guan Bing Za Zhi. ج. 33 ع. 7: 588–91. PMID:16080802. {{استشهاد بدورية محكمة}}: Explicit use of et al. in: |مؤلف= (مساعدة)صيانة الاستشهاد: أسماء متعددة: قائمة المؤلفين (link)
- Inada J, Okuno E, Kimura M, Kido R (1984). "Intracellular localization and characterization of 3-hydroxykynureninase in human liver". Int. J. Biochem. ج. 16 ع. 6: 623–8. PMID:6468727.{{استشهاد بدورية محكمة}}:  صيانة الاستشهاد: أسماء متعددة: قائمة المؤلفين (link)
- Ubbink JB, Vermaak WJ, Bissbort SH (1991). "High-performance liquid chromatographic assay of human lymphocyte kynureninase activity levels". J. Chromatogr. ج. 566 ع. 2: 369–75. PMID:1939450.{{استشهاد بدورية محكمة}}:  صيانة الاستشهاد: أسماء متعددة: قائمة المؤلفين (link)
- Maruyama K, Sugano S (1994). "Oligo-capping: a simple method to replace the cap structure of eukaryotic mRNAs with oligoribonucleotides". Gene. ج. 138 ع. 1–2: 171–4. DOI:10.1016/0378-1119(94)90802-8. PMID:8125298.
- Magni G, Amici A, Emanuelli M؛ وآخرون (2004). "Enzymology of NAD+ homeostasis in man". Cell. Mol. Life Sci. ج. 61 ع. 1: 19–34. DOI:10.1007/s00018-003-3161-1. PMID:14704851. {{استشهاد بدورية محكمة}}: Explicit use of et al. in: |مؤلف= (مساعدة)صيانة الاستشهاد: أسماء متعددة: قائمة المؤلفين (link)
- Strausberg RL, Feingold EA, Grouse LH؛ وآخرون (2002). "Generation and initial analysis of more than 15,000 full-length human and mouse cDNA sequences". Proc. Natl. Acad. Sci. U.S.A. ج. 99 ع. 26: 16899–903. DOI:10.1073/pnas.242603899. PMC:139241. PMID:12477932. {{استشهاد بدورية محكمة}}: Explicit use of et al. in: |مؤلف= (مساعدة)صيانة الاستشهاد: أسماء متعددة: قائمة المؤلفين (link)
- Christensen M, Duno M, Lund AM؛ وآخرون (2007). "Xanthurenic aciduria due to a mutation in KYNU encoding kynureninase". J. Inherit. Metab. Dis. ج. 30 ع. 2: 248–55. DOI:10.1007/s10545-007-0396-2. PMID:17334708. {{استشهاد بدورية محكمة}}: Explicit use of et al. in: |مؤلف= (مساعدة)صيانة الاستشهاد: أسماء متعددة: قائمة المؤلفين (link)
- Walsh HA, Botting NP (2002). "Purification and biochemical characterization of some of the properties of recombinant human kynureninase". Eur. J. Biochem. ج. 269 ع. 8: 2069–74. DOI:10.1046/j.1432-1033.2002.02854.x. PMID:11985583.
- Suzuki Y, Yoshitomo-Nakagawa K, Maruyama K؛ وآخرون (1997). "Construction and characterization of a full length-enriched and a 5'-end-enriched cDNA library". Gene. ج. 200 ع. 1–2: 149–56. DOI:10.1016/S0378-1119(97)00411-3. PMID:9373149. {{استشهاد بدورية محكمة}}: Explicit use of et al. in: |مؤلف= (مساعدة)صيانة الاستشهاد: أسماء متعددة: قائمة المؤلفين (link)